# Flughafen Pawlodar

i8
i11
i13
Der Flughafen Pawlodar  (kasachisch Павлодар халықаралық әуежайы, russisch Аэропорт Павлодар, IATA-Code: PWQ, ICAO-Code: UASP) ist ein internationaler Flughafen, der die im Gebiet Pawlodar liegende kasachische Stadt Pawlodar bedient.
Der Flughafen Pawlodar wurde 1949 gegründet. Ein neues Abfertigungsgebäude wurde am 11. September 1972 eröffnet.
Bis 1999 gehörte der Flughafen einer kasachischen Fluggesellschaft. Von 2000 bis 2006 war er im Besitz des Gebietes Pawlodar. Heutiger Besitzer ist die Samruk-Kazyna Holding. Im Jahr 2006 wurde der Flughafen renoviert.
Unter den Fluggesellschaften, die Pawlodar anfliegen, befinden sich die Air Astana (nach Almaty und Astana), die russische S7 Airlines (nach Moskau-Domodedowo).
Auf dem Flughafen Pawlodar  können Flugzeuge der Typen Iljuschin Il-76 und Tu-134 Tu-154, Jak-42, Antonow An-12, Iljuschin Il-18 und leichter, sowie Hubschrauber aller Typen starten und landen.